# Seis hermanas
Seis hermanas es una serie de televisión española ambientada en el Madrid de 1913-1916, producida por Televisión Española en colaboración con Bambú Producciones para su emisión en La 1. Se estrenó en prime time el 22 de abril de 2015 de forma simultánea en La 1 y La 2 y a partir del 23 de abril se emitió por las tardes de lunes a viernes de 17:20 a 18:20 en La 1. En octubre de 2016 TVE anunció su final el 21 de abril de 2017, coincidiendo con un nuevo proyecto en la sobremesa de La 1 llamado Servir y proteger. La serie fue sustituida tras su final por Acacias 38 tras un cambio en la programación de las sobremesas de La 1.

## Historia
La serie está protagonizada por Celia Freijeiro, María Castro, Mariona Tena, Marta Larralde, Candela Serrat y Carla Díaz, y junto a ellas otros muchos actores del panorama español, como Álex Adróver, Álex Gadea, Oriol Tarrasón, Fernando Andina, Joaquín Climent, Pep Antón Muñoz, Llum Barrera y los ya consagrados Juan Ribó, Vicky Peña y Kiti Mánver.
Tras el estreno se incorporaron Avelino González y Eva Almaya para reforzar las tramas. Tras superar la barrera de los 100 episodios, la serie sufrió las primeras bajas: Mario Alberto Díez y Carlota Olcina en los capítulos 123 y 141 respectivamente.
Durante 2016, la serie sufrió importantes bajas que modificaron las tramas de la serie. En los primeros meses del año, la actriz María Castro abandona temporalmente la serie por su embarazo en la vida real. Abandonan la serie Oriol Tarrason, Alejandro Cano, Raúl Fernández de Pablo y Alejandra Lorente, los dos primeros sin superar los 300 episodios y la última en el episodio 309. Parte de estas bajas se suplen por las incorporaciones de Daniel Muriel y Roger Coma. 
En julio de 2016 deja la serie Kiti Mánver con más de 300 episodios a sus espaldas. En ese mismo mes se conoce la noticia de que una actriz principal, Celia Freijeiro, abandona la serie, cuyo final en trama se resuelve tras la muerte de su personaje. Al mismo tiempo se incorpora María Cotiello en el papel de Soledad, una hermana desconocida hasta entonces. Con ella, las hermanas vuelven a ser seis en la serie.
En noviembre de 2016, María Castro anuncia en su blog que no regresará a la serie al incorporarse al trabajo tras su maternidad, ya que se embarcará en un nuevo proyecto profesional.

## Sinopsis y ambientación
La serie está ambientada en Madrid entre 1913 y 1917 y cuenta la historia de las seis hermanas Silva: Adela, Blanca, Diana, Francisca, Celia y Elisa, hijas de don Fernando Silva (Emilio Gutiérrez Caba), un rico empresario textil, y su difunta esposa, doña Elisa Torrealba.
Adela (Celia Freijeiro), la primogénita, es una viuda sin hijos, bondadosa y amable. Como hermana mayor, Adela es una figura materna para sus hermanas, pues todas perdieron a su madre siendo aún niñas de corta edad. Su primer matrimonio fue un infierno, ya que su primer esposo fue un hombre celoso y cruel, por lo que no se plantea volver a casarse. Sin embargo, Adela volverá a encontrar el amor en la persona de Germán Rivera (Oriol Tarrasón), dueño de una tienda de telas y ya casado con otra mujer.
Blanca (Mariona Tena), la segunda hermana, es la más elegante y educada de las Silva, aunque también es clasista y estrecha de miras. Está enamorada desde su juventud de Rodolfo Loygorri (Fernando Andina), un joven banquero hijo de una próspera familia; no obstante, Blanca no tardará en descubrir que Rodolfo no es tan perfecto como parece y que siente mucho más que cariño por su futuro cuñado, el médico Cristóbal Loygorri (Álex Gadea). 
La tercera de las hermanas Silva es Diana (Marta Larralde). Tan generosa como tozuda, Diana es una joven emprendedora, adelantada a su tiempo, que aspira a suceder a su padre en el mando de Tejidos Silva, la fábrica de la familia. Debido a su fuerte carácter y sus planes de futuro, Diana no desea encontrar marido, y mucho menos dejarse conquistar por Salvador Montaner (Álex Adróver), amigo de Rodolfo y Cristóbal y poseedor de una merecida reputación de donjuán; sin embargo, Diana y Salvador acabarán por enamorarse de verdad.
Francisca (María Castro), la cuarta hermana Silva, posee un gran talento musical, y sueña con convertirse en cantante de ópera. Para cumplir sus sueños, Francisca recibe clases de canto de Luis Civantos (Cristóbal Suárez), un profesor de música que se enamora de ella, pero también comienza a cantar en un café teatro con una identidad secreta con la ayuda de Gabriel Gutiérrez (Ricard Sales), obrero textil e hijo de los propietarios del café. Francisca y Gabriel se enamoran, pero Luis se interpondrá entre ellos, y los tres formarán un triángulo que causará numerosos sufrimientos tanto a ellos mismos como a quienes les rodean.
Celia (Candela Serrat), la quinta hermana, es la intelectual de la familia. Gran amante de los libros, sueña con viajar a París para estudiar Magisterio y también con llegar a ser una escritora de prestigio. Incapaz de mantener un noviazgo serio y duradero, Celia no tardará en descubrir que sus sentimientos hacia la obrera Petra Fuentes (Carlota Olcina) van más allá de la amistad.
Elisa (Carla Díaz) es la hermana más joven e inmadura de todas. Alegre y simpática, pero también consentida e irascible, solo desea encontrar un hombre de buena posición con el que casarse y vivir una vida llena de lujos. La joven Elisa, que causará enormes problemas a sus hermanas mayores debido a sus caprichos, deberá pasar por numerosos fracasos amorosos para madurar y, finalmente, encontrar la felicidad.
La vida cómoda y despreocupada de las hermanas Silva se desbarata por completo en la noche del compromiso de Blanca y Rodolfo: don Fernando fallece repentinamente, y las hermanas descubren que la fábrica está en quiebra. Para colmo de males, don Ricardo Silva (Juan Ribó), hermano menor de don Fernando, regresa de Cuba después de muchos años de ausencia con el propósito de hacerse con los negocios de la familia y vengarse de su hermano. 
Dispuestas a conservar lo que les pertenece, las hermanas fingirán que su padre, al que entierran en secreto con un nombre falso, ha emprendido un largo viaje de negocios por todo el mundo, y comenzarán a trabajar por las noches en la fábrica familiar, para la que Diana contrata a Salvador, supuestamente en nombre de don Fernando, como director para tener un hombre al frente del negocio. 
Con Cristóbal y el servicio de la mansión familiar como únicos conocedores de la verdad, las seis hermanas Silva pasarán de ser damas distinguidas y refinadas a mujeres valientes y luchadoras mientras se esfuerzan por no perder su patrimonio y alcanzar la felicidad en una época en la que las mujeres poseían más deberes que derechos.

## Temporadas
| Temporada | Episodios | Periodo   | Estreno                 | Final                   | Protagonistas | Audiencia    | Audiencia |
| Temporada | Episodios | Periodo   | Estreno                 | Final                   | Protagonistas | Espectadores | Cuota     |
| --------- | --------- | --------- | ----------------------- | ----------------------- | --- | ------------ | --------- |
| 1.ª       | 200       | 2015-2016 | 22 de abril de 2015     | 4 de febrero de 2016    | Francisca Silva (María Castro) y Adela Silva (Celia Freijeiro) Blanca Silva (Mariona Tena) y Diana Silva (Marta Larralde) Celia Silva (Candela Serrat) y Elisa Silva (Carla Díaz) |              |           |
| 2.ª       | 200       | 2016      | 5 de febrero de 2016    | 14 de diciembre de 2016 | Francisca Silva (María Castro) y Adela Silva (Celia Freijeiro) Blanca Silva (Mariona Tena) y Diana Silva (Marta Larralde) Celia Silva (Candela Serrat) y Elisa Silva (Carla Díaz) |              |           |
| 3.ª       | 89        | 2016-2017 | 15 de diciembre de 2016 | 21 de abril de 2017     | Blanca Silva (Mariona Tena) y Diana Silva (Marta Larralde) Celia Silva (Candela Serrat) y Elisa Silva (Carla Díaz)                                                                |              |           |
| TOTAL     |           |           |                         |                         | |              |           |

### Primera temporada (2015-2016)
| Programas emitidos | Programas emitidos | Programas emitidos | Programas emitidos | Programas emitidos |
| N.º (serie)        | N.º (temp.)        | Fecha de emisión   | Audiencia          | Audiencia          |
| N.º (serie)        | N.º (temp.)        | Fecha de emisión   | Espectadores       | Cuota              |
| ------------------ | ------------------ | ------------------ | ------------------ | ------------------ |
| 1                  | 1                  | 22/04/2015         | 1 678 000          | 8,9%               |
| 2                  | 2                  | 23/04/2015         | 699 000            | 7,0%               |
| 3                  | 3                  | 24/04/2015         | 702 000            | 6,7%               |
| 4                  | 4                  | 27/04/2015         | 740 000            | 6,5%               |
| 5                  | 5                  | 28/04/2015         | 714 000            | 7,0%               |
| 6                  | 6                  | 29/04/2015         | 672 000            | 6,6%               |
| 7                  | 7                  | 30/04/2015         | 639 000            | 6,6%               |
| 8                  | 8                  | 04/05/2015         | 667 000            | 6,5%               |
| 9                  | 9                  | 05/05/2015         | 651 000            | 6,4%               |
| 10                 | 10                 | 06/05/2015         | 702 000            | 6,9%               |
| 11                 | 11                 | 07/05/2015         | 598 000            | 5,9%               |
| 12                 | 12                 | 08/05/2015         | 571 000            | 5,6%               |
| 13                 | 13                 | 11/05/2015         | 621 000            | 6,2%               |
| 14                 | 14                 | 12/05/2015         | 625 000            | 6,1%               |
| 15                 | 15                 | 13/15/2015         | 636 000            | 6,2%               |
| 16                 | 16                 | 14/05/2015         | 692 000            | 6,5%               |
| 17                 | 17                 | 15/05/2015         | 667 000            | 6,0%               |
| 18                 | 18                 | 18/05/2015         | 602 000            | 5,8%               |
| 19                 | 19                 | 19/05/2015         | 614 000            | 5,5%               |
| 20                 | 20                 | 20/05/2015         | 584 000            | 5,4%               |
| 21                 | 21                 | 21/05/2015         | 587 000            | 5,8%               |
| 22                 | 22                 | 22/05/2015         | 645 000            | 6,0%               |
| 23                 | 23                 | 25/05/2015         | 695 000            | 6,5%               |
| 24                 | 24                 | 26/05/2015         | 611 000            | 5,9%               |
| 25                 | 25                 | 27/05/2015         | 527 000            | 5,2%               |
| 26                 | 26                 | 28/05/2015         | 538 000            | 5,4%               |
| 27                 | 27                 | 29/05/2015         | 583 000            | 5,6%               |
| 28                 | 28                 | 01/06/2015         | 563 000            | 5,1%               |
| 29                 | 29                 | 02/06/2015         | 605 000            | 5,7%               |
| 30                 | 30                 | 03/06/2015         | 641 000            | 6,1%               |
| 31                 | 31                 | 04/06/2015         | 600 000            | 5,6%               |
| 32                 | 32                 | 05/06/2015         | 669 000            | 6,0%               |
| 33                 | 33                 | 08/06/2015         | 600 000            | 6,1%               |
| 34                 | 34                 | 09/06/2015         | 577 000            | 5,3%               |
| 35                 | 35                 | 10/06/2015         | 600 000            | 5,6%               |
| 36                 | 36                 | 11/06/2015         | 580 000            | 5,4%               |
| 37                 | 37                 | 12/06/2015         | 615 000            | 5,7%               |
| 38                 | 38                 | 15/06/2015         | 714 000            | 6,3%               |
| 39                 | 39                 | 16/06/2015         | 650 000            | 6,0%               |
| 40                 | 40                 | 17/06/2015         | 628 000            | 5,9%               |
| 41                 | 41                 | 18/06/2015         | 556 000            | 5,4%               |
| 42                 | 42                 | 19/06/2015         | 596 000            | 5,6%               |
| 43                 | 43                 | 22/06/2015         | 594 000            | 5,5%               |
| 44                 | 44                 | 23/06/2015         | 655 000            | 6,1%               |
| 45                 | 45                 | 24/06/2015         | 651 000            | 5,9%               |
| 46                 | 46                 | 25/06/2015         | 574 000            | 5,6%               |
| 47                 | 47                 | 26/06/2015         | 613 000            | 5,6%               |
| 48                 | 48                 | 29/06/2015         | 607 000            | 5,6%               |
| 49                 | 49                 | 30/06/2015         | 587 000            | 5,3%               |
| 50                 | 50                 | 01/07/2015         | 607 000            | 5,8%               |
| 51                 | 51                 | 02/07/2015         | 595 000            | 5,8%               |
| 52                 | 52                 | 03/07/2015         | 649 000            | 6,1%               |
| 53                 | 53                 | 06/07/2015         | 536 000            | 5,0%               |
| 54                 | 54                 | 07/07/2015         | 597 000            | 5,6%               |
| 55                 | 55                 | 08/07/2015         | 610 000            | 6,0%               |
| 56                 | 56                 | 09/07/2015         | 509 000            | 4,9%               |
| 57                 | 57                 | 10/07/2015         | 531 000            | 5,2%               |
| 58                 | 58                 | 13/07/2015         | 614 000            | 5,8%               |
| 59                 | 59                 | 14/07/2015         | 516 000            | 4,9%               |
| 60                 | 60                 | 15/07/2015         | 510 000            | 5,8%               |
| 61                 | 61                 | 16/07/2015         | 456 000            | 5,0%               |
| 62                 | 62                 | 17/07/2015         | 512 000            | 5,8%               |
| 63                 | 63                 | 20/07/2015         | 535 000            | 6,0%               |
| 64                 | 64                 | 21/07/2015         | 494 000            | 4,7%               |
| 65                 | 65                 | 22/07/2015         | 504 000            | 5,5%               |
| 66                 | 66                 | 23/07/2015         | 552 000            | 6,4%               |
| 67                 | 67                 | 27/07/2015         | 694 000            | 6,5%               |
| 68                 | 68                 | 28/07/2015         | 558 000            | 5,3%               |
| 69                 | 69                 | 29/07/2015         | 556 000            | 5,5%               |
| 70                 | 70                 | 30/07/2015         | 626 000            | 6,0%               |
| 71                 | 71                 | 31/07/2015         | 643 000            | 6,1%               |
| 72                 | 72                 | 03/08/2015         | 574 000            | 5,6%               |
| 73                 | 73                 | 04/08/2015         | 639 000            | 6,3%               |
| 74                 | 74                 | 05/08/2015         | 673 000            | 6,9%               |
| 75                 | 75                 | 06/08/2015         | 658 000            | 6,6%               |
| 76                 | 76                 | 07/08/2015         | 553 000            | 5,5%               |
| 77                 | 77                 | 10/08/2015         | 579 000            | 5,8%               |
| 78                 | 78                 | 11/08/2015         | 544 000            | 5,5%               |
| 79                 | 79                 | 12/08/2015         | 548 000            | 5,4%               |
| 80                 | 80                 | 13/08/2015         | 594 000            | 5,9%               |
| 81                 | 81                 | 14/08/2015         | 619 000            | 6,6%               |
| 82                 | 82                 | 17/08/2015         | 612 000            | 6,0%               |
| 83                 | 83                 | 18/08/2015         | 535 000            | 5,6%               |
| 84                 | 84                 | 19/08/2015         | 572 000            | 5,9%               |
| 85                 | 85                 | 20/08/2015         | 595 000            | 6,3%               |
| 86                 | 86                 | 21/08/2015         | 600 000            | 6,4%               |
| 87                 | 87                 | 24/08/2015         | 434 000            | 5,5%               |
| 88                 | 88                 | 25/08/2015         | 564 000            | 7,0%               |
| 89                 | 89                 | 26/08/2015         | 404 000            | 5,2%               |
| 90                 | 90                 | 27/08/2015         | 515 000            | 6,6%               |
| 91                 | 91                 | 28/08/2015         | 490 000            | 6,3%               |
| 92                 | 92                 | 31/08/2015         | 562 000            | 5,9%               |
| 93                 | 93                 | 01/09/2015         | 607 000            | 6,2%               |
| 94                 | 94                 | 02/09/2015         | 535 000            | 6,3%               |
| 95                 | 95                 | 03/09/2015         | 559 000            | 6,7%               |
| 96                 | 96                 | 04/09/2015         | 587 000            | 6,6%               |
| 97                 | 97                 | 07/09/2015         | 572 000            | 6,3%               |
| 98                 | 98                 | 08/09/2015         | 623 000            | 6,0%               |
| 99                 | 99                 | 09/09/2015         | 529 000            | 6,2%               |
| 100                | 100                | 10/09/2015         | 660 000            | 7,1%               |
| 101                | 101                | 11/09/2015         | 620 000            | 6,8%               |
| 102                | 102                | 14/09/2015         | 676 000            | 6,7%               |
| 103                | 103                | 15/09/2015         | 728 000            | 6,7%               |
| 104                | 104                | 16/09/2015         | 670 000            | 6,2%               |
| 105                | 105                | 17/09/2015         | 685 000            | 6,5%               |
| 106                | 106                | 18/09/2015         | 666 000            | 6,3%               |
| 107                | 107                | 21/09/2015         | 641 000            | 6,2%               |
| 108                | 108                | 22/09/2015         | 664 000            | 6,4%               |
| 109                | 109                | 23/09/2015         | 701 000            | 6,6%               |
| 110                | 110                | 24/09/2015         | 669 000            | 6,6%               |
| 111                | 111                | 25/09/2015         | 645 000            | 6,2%               |
| 112                | 112                | 28/09/2015         | 709 000            | 6,7%               |
| 113                | 113                | 29/09/2015         | 722 000            | 6,9%               |
| 114                | 114                | 30/09/2015         | 689 000            | 6,6%               |
| 115                | 115                | 01/10/2015         | 639 000            | 6,5%               |
| 116                | 116                | 02/10/2015         | 655 000            | 6,5%               |
| 117                | 117                | 05/10/2015         | 735 000            | 7,1%               |
| 118                | 118                | 06/10/2015         | 649 000            | 6,6%               |
| 119                | 119                | 07/10/2015         | 654 000            | 6,7%               |
| 120                | 120                | 08/10/2015         | 580 000            | 6,1%               |
| 121                | 121                | 09/10/2015         | 719 000            | 7,1%               |
| 122                | 122                | 13/10/2015         | 715 000            | 6,7%               |
| 123                | 123                | 14/10/2015         | 713 000            | 7,1%               |
| 124                | 124                | 15/10/2015         | 640 000            | 6,6%               |
| 125                | 125                | 16/10/2015         | 700 000            | 6,8%               |
| 126                | 126                | 19/10/2015         | 712 000            | 6,5%               |
| 127                | 127                | 20/10/2015         | 688 000            | 6,7%               |
| 128                | 128                | 21/10/2015         | 699 000            | 7,1%               |
| 129                | 129                | 22/10/2015         | 662 000            | 6,7%               |
| 130                | 130                | 23/10/2015         | 827 000            | 7,9%               |
| 131                | 131                | 26/10/2015         | 664 000            | 6,1%               |
| 132                | 132                | 27/10/2015         | 749 000            | 7,1%               |
| 133                | 133                | 28/10/2015         | 616 000            | 6,1%               |
| 134                | 134                | 29/10/2015         | 617 000            | 6,4%               |
| 135                | 135                | 30/10/2015         | 618 000            | 6,3%               |
| 136                | 136                | 02/11/2015         | 849 000            | 6,7%               |
| 137                | 137                | 03/11/2015         | 717 000            | 6,8%               |
| 138                | 138                | 04/11/2015         | 665 000            | 6,4%               |
| 139                | 139                | 05/11/2015         | 705 000            | 7,1%               |
| 140                | 140                | 06/11/2015         | 623 000            | 6,1%               |
| 141                | 141                | 09/11/2015         | 661 000            | 6,3%               |
| 142                | 142                | 10/11/2015         | 689 000            | 6,9%               |
| 143                | 143                | 11/11/2015         | 660 000            | 6,7%               |
| 144                | 144                | 12/11/2015         | 672 000            | 6,9%               |
| 145                | 145                | 13/11/2015         | 695 000            | 6,6%               |
| 146                | 146                | 16/11/2015         | 717 000            | 6,9%               |
| 147                | 147                | 17/11/2015         | 682 000            | 6,7%               |
| 148                | 148                | 18/11/2015         | 693 000            | 6,9%               |
| 149                | 149                | 19/11/2015         | 701 000            | 7,0%               |
| 150                | 150                | 20/11/2015         | 763 000            | 7,2%               |
| 151                | 151                | 23/11/2015         |                    |                    |
| Total              |                    |                    |                    |                    |

## Reparto

### Primera temporada(Episodio 0 - Episodio 200)
La primera temporada empezó el 22 de abril de 2015 y finalizó el 4 de febrero de 2016. 

### Reparto principal
- María Castro - Francisca Silva Torrealba
- Celia Freijeiro - Adela Silva Torrealba, vda. de Sáez
- Mariona Tena - Blanca Silva Torrealba
- Marta Larralde - Diana Silva Torrealba
- Candela Serrat - Celia Silva Torrealba
- Carla Díaz - Elisa Silva Torrealba
- Álex Adróver - Salvador Montaner
- Álex Gadea - Cristóbal Manuel Loygorri del Amo
- Fernando Andina - Rodolfo Loygorri del Amo
- Nuncy Valcárcel - María de las Mercedes "Merceditas" Oviedo
- Joaquín Climent - Benjamín Fuentes
- Ricard Sales - Gabriel Gutiérrez Rivera
- Pep Anton Muñoz - Enrique Gutiérrez
- Llum Barrera - Antonia Rivera de Gutiérrez
- Oriol Tarrasón - Germán Rivera
- Alejandra Lorente - Carolina García de Rivera
- Carlota Olcina - Petra Fuentes
- Alejandro Cano - Miguel Esparza
- Cristóbal Suárez - Luis Civantos
- Raúl Fernández de Pablo - Bernardo Angulo
- Julia Molins - Sofía Álvarez (Episodio 1 - Episodio 200)
- Jorge Clemente - Carlos "Carlitos" Terán (Episodio 1 - Episodio 200)
- Mario Alberto Díez - Basilio Ruiz

#### Con la colaboración especial de
- Juan Ribó - Ricardo Silva Santos
- Vicky Peña - Rosalía Manzano
- Kiti Mánver - Dolores del Amo, vda. de Loygorri

#### Reparto secundario
- Iñaki Rikarte - Jesús Mínguez (Episodio 0 - Episodio 1)
- Lara Grube - Chelo " La Chelito" (Episodio 0 - Episodio 1)
- Miguel Campos - Sacerdote (Episodio 0)

#### Con la colaboración especial de
- Fernando Guillén Cuervo - Aurelio Buendía (Episodio 0 - Episodio )
- Emilio Gutiérrez Caba - Fernando Silva † (Episodio 0)

### Segunda temporada(Episodio 201 - Episodio 400)
La segunda temporada empezó el 5 de febrero de 2016 y finalizó el 14 de diciembre de 2016. 

### Reparto principal
- María Castro - Francisca Silva Torrealba
- Celia Freijeiro - Adela Silva Torrealba, vda. de Sáez
- Mariona Tena - Blanca Silva Torrealba
- Marta Larralde - Diana Silva Torrealba
- Candela Serrat - Celia Silva Torrealba
- Carla Díaz - Elisa Silva Torrealba
- Álex Adróver - Salvador Montaner
- Álex Gadea - Cristóbal Manuel Loygorri del Amo
- Fernando Andina - Rodolfo Loygorri del Amo
- Nuncy Valcárcel - María de las Mercedes "Merceditas" Oviedo
- Joaquín Climent - Benjamín Fuentes
- Ricard Sales - Gabriel Gutiérrez Rivera
- Pep Anton Muñoz - Enrique Gutiérrez
- Llum Barrera - Antonia Rivera de Gutiérrez
- Oriol Tarrasón - Germán Rivera
- Alejandra Lorente - Carolina García de Rivera
- Alejandro Cano - Miguel Esparza
- Cristóbal Suárez - Luis Civantos
- Raúl Fernández de Pablo - Bernardo Angulo
- Julia Molins - Sofía Álvarez

- Jorge Clemente - Carlos "Carlitos" Terán

#### Con la colaboración especial de
- Juan Ribó - Ricardo Silva Santos
- Vicky Peña - Rosalía Manzano
- Kiti Mánver - Dolores del Amo, vda. de Loygorri

### Tercera temporada(Episodio 401 - Episodio 489)
La tercera temporada empezó el 15 de diciembre de 2016 y finalizó el 21 de abril de 2017. 

### Reparto principal
- Mariona Tena - Blanca Silva Torrealba
- Marta Larralde - Diana Silva Torrealba
- Candela Serrat - Celia Silva Torrealba
- Carla Díaz - Elisa Silva Torrealba
- Álex Adróver - Salvador Montaner
- Álex Gadea - Cristóbal Manuel Loygorri del Amo
- Fernando Andina - Rodolfo Loygorri del Amo
- Nuncy Valcárcel - María de las Mercedes "Merceditas" Oviedo
- Joaquín Climent - Benjamín Fuentes
- Ricard Sales - Gabriel Gutiérrez Rivera
- Llum Barrera - Antonia Rivera, vda. de Gutiérrez
- Cristóbal Suárez - Luis Civantos
- Julia Molins - Sofía Álvarez
- Jorge Clemente - Carlos "Carlitos" Terán

#### Con la colaboración especial de
- Juan Ribó - Ricardo Silva Santos
- Vicky Peña - Rosalía Manzano